# Rue du Général-Guilhem
La rue du Général-Guilhem est une voie du 11e arrondissement de Paris, en France.

## Situation et accès
La rue du Général-Guilhem est une voie publique située dans le 11e arrondissement de Paris. Elle débute au 95, rue du Chemin-Vert et se termine au 24, rue Saint-Ambroise. Une partie de la rue longe le square Maurice-Gardette.
Elle est située dans le quartier où ont été groupés des noms d'officiers tués pendant la défense de Paris.

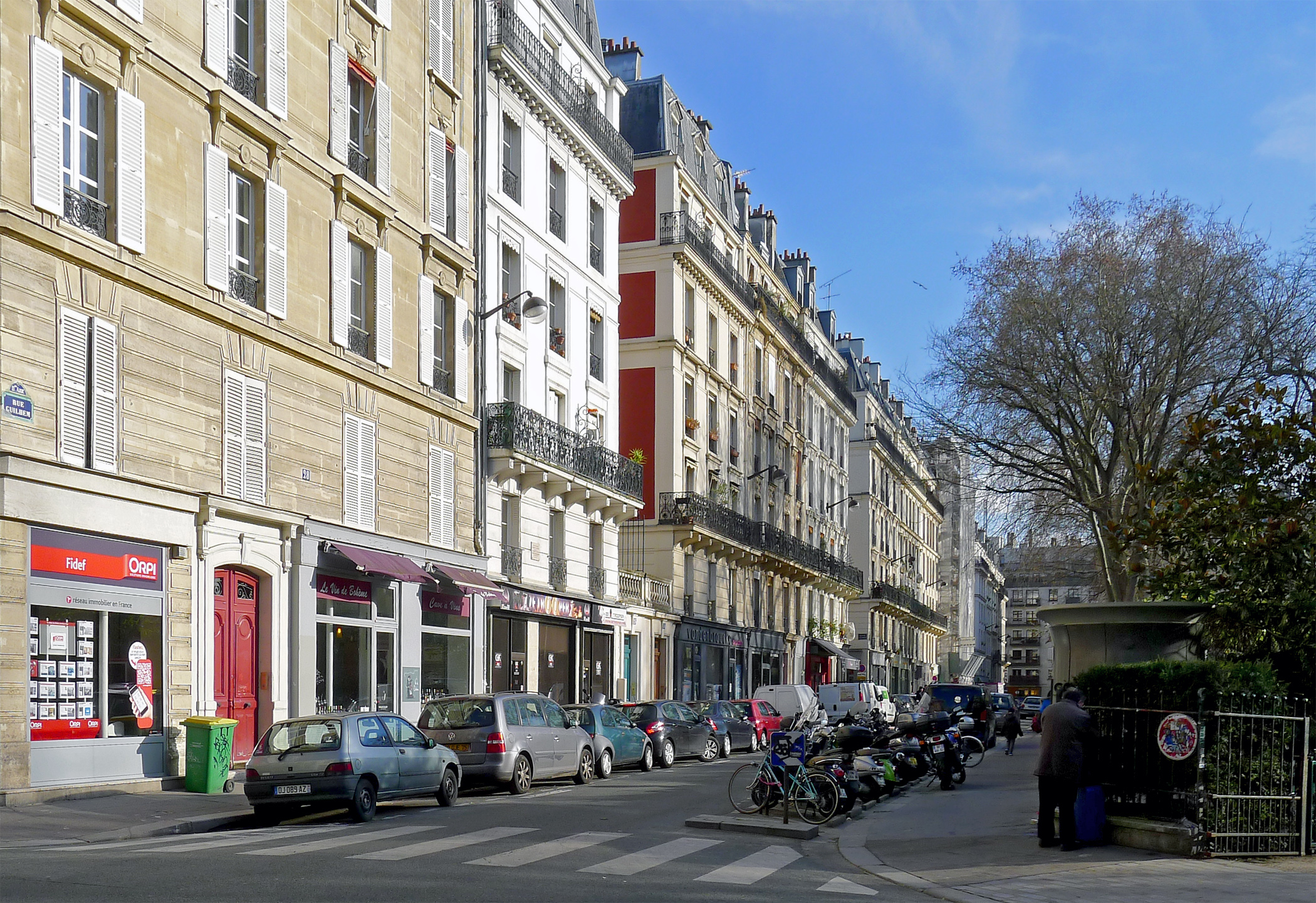
Entrée du square, à droite.
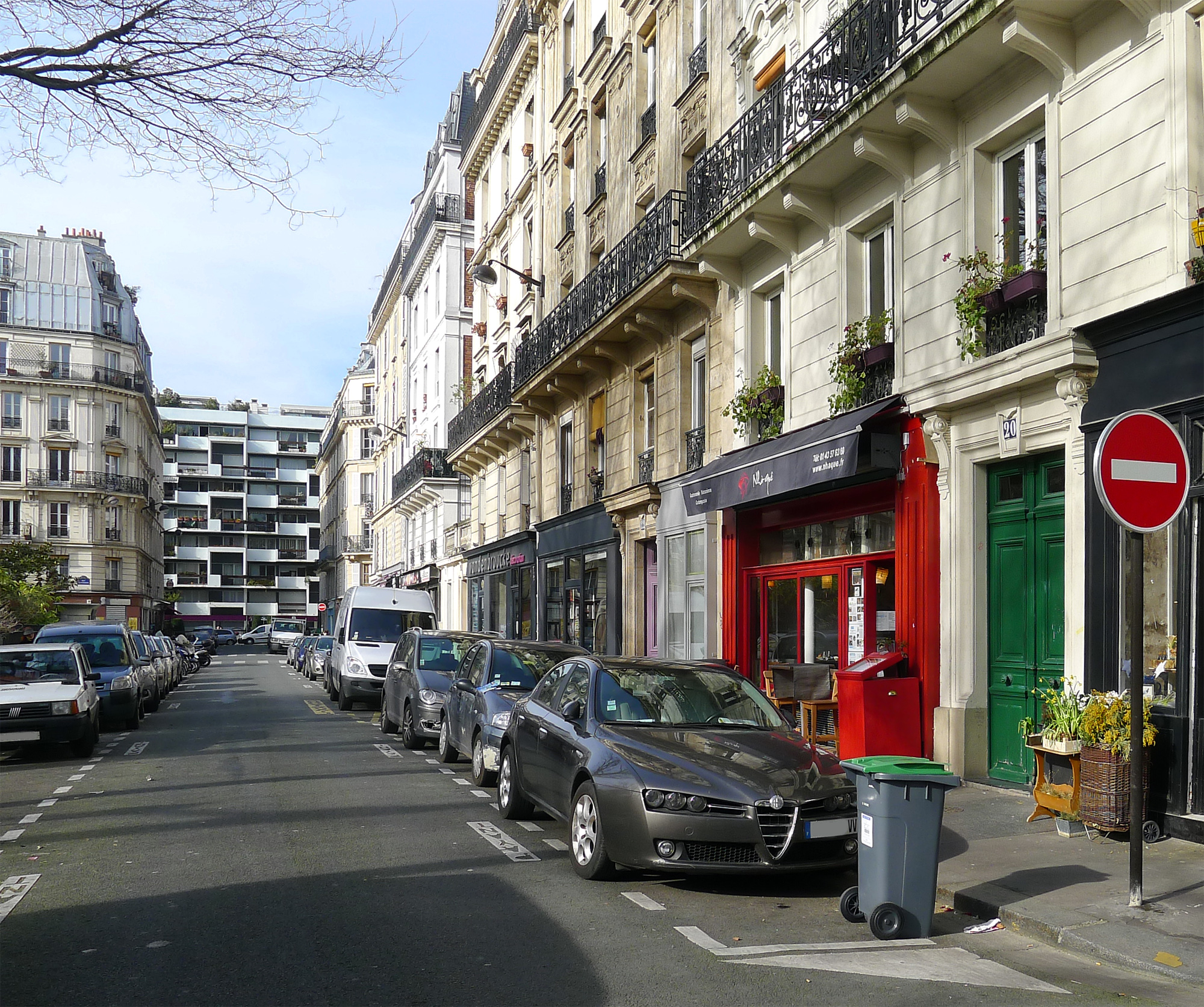
Parc à gauche.

## Origine du nom
Elle porte le nom du général de brigade Pierre-Victor Guilhem (1815-1870) tué à la tête de ses troupes lors des combats de Chevilly le 30 septembre 1870, durant le siège de Paris. Il fut nommé commandeur de la légion d'honneur.

## Historique
La rue est ouverte en 1869 par la ville de Paris, à l'emplacement des anciens abattoirs de Ménilmontant qui avaient été détruits en 1867. Classée dans la voirie parisienne par décret du 26 novembre 1883, elle prendra le nom de « rue Guilhem », avant d'être renommée « rue du Général-Guilhem » par arrêté du 28 août 1957.

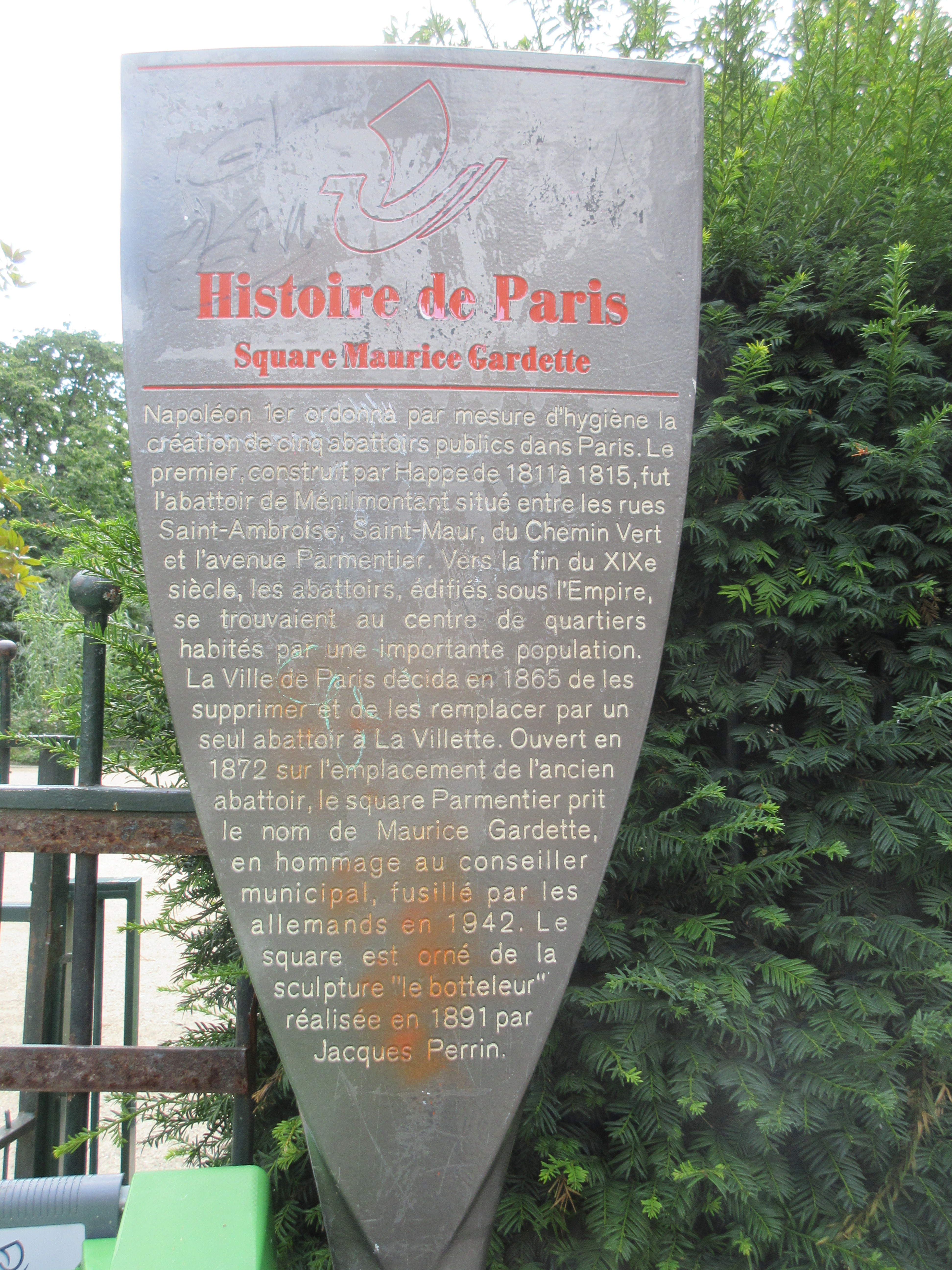
Panneau Histoire de Paris
« Square Maurice-Gardette »

## Bâtiments remarquables et lieux de mémoire
- Square Maurice-Gardette